# Fons Social Europeu
El Fons Social Europeu (FSE) és el principal instrument financer de la Unió Europea (UE) per fomentar l'ocupació als Estats membres i promoure una major cohesió econòmica i social. La despesa del FSE representa aproximadament el 10% del pressupost total de la UE.
El FSE forma part dels Fons estructurals de la UE, el finançament dels quals es destina a millorar la cohesió social i el benestar econòmic a totes les regions de la Unió. Els Fons Estructurals són instruments financers de redistribució que contribueixen a millorar la cohesió dintre d'Europa, ja que concentren la despesa a les regions menys desenvolupades. Concretament, els ajuts del FSE pretenen donar suport a la creació d'un nombre més gran de llocs de treball i la millora de les condicions laborals dintre de la UE. Per fer-ho, el fons co-finança projectes nacionals, regionals i locals que milloren els nivells d'ocupació, la qualitat dels treballs i les possibilitats d'integració en el mercat laboral als Estats membres i les seves regions.

## Història
El Fons Social Europeu va néixer amb la constitució del  Tractat de Roma el 1957: és el Fons estructural de major antiguitat. Encara que el FSE sempre ha tingut com a objectiu prioritari augmentar la taxa d'ocupació, amb els anys ha adaptat el seu enfocament per abordar nous reptes. En els primers anys de la postguerra, es va concentrar en gestionar la migració dels treballadors dintre d'Europa; més endavant, va passar a lluitar contra la desocupació entre els més joves i els treballadors menys qualificats. En el període de finançament actual (2007-2013), els ajuts del FSE no solament es destinen als sectors de la població amb més dificultats per trobar treball –com ara les dones, els joves, els treballadors de més gran edat, els immigrants i els discapacitats–, sinó que el fons també està contribuint a l'adaptació al canvi d'empreses i treballadors. Per fer-ho, recolza la innovació en el lloc de treball, l'aprenentatge permanent i la mobilitat dels treballadors.

## Lloc que ocupa el FSE a les polítiques i estratègies europees
L'estratègia fonamental de la Unió Europea es troba recollida a l'Estratègia UE2020, que substitueix l'Estratègia de Lisboa. El seu objectiu era que l'any 2010 Europa s'hagués convertit en l'economia basada en el coneixement més dinàmica i competitiva del món, amb un creixement econòmic sostenible, més i millors llocs de treball, i una gran cohesió social i respecte del medi ambient. Els objectius de la l'Estratègia de Lisboa determinen les prioritats del FSE.
Molts instruments financers i polítics europeus contribueixen al compliment de l'Estratègia de Lisboa. Entre ells, es troba la política de cohesió, que té com a objectiu reduir les disparitats econòmiques i socials entre els diferents països i regions de la UE. Per aconseguir-lo, aquesta política es val de recursos financers (Fons sstructurals) obtinguts del pressupost de la Unió (inclòs el FSE) que recolzen el desenvolupament econòmic i social de les regions menys desenvolupades.
En vista de la necessitat d'incrementar la competitivitat i l'ocupació, amb el teló de fons de la globalització i l'envelliment de la població, l'Estratègia Europea d'Ocupació, proporciona un marc coordinador perquè els  Estats membres de la UE acordin prioritats i objectius comuns en el camp de l'ocupació. Aquestes prioritats comunes es recullen a les Directrius d'Ocupació i s'incorporen als diferents Programes Nacionals de Reforma, que preparen els Estats membres. El finançament del FSE ajuda els Estats membres amb els seus Programes Nacionals de Reforma i els seus Marcs Estratègics Nacionals de Referència (MENR). Aquests determinen les principals prioritats dels Estats membres a la despesa dels Fons estructurals europeus que reben.
L'Agenda Social Europea, també contribueix a establir les prioritats en l'assignació del FSE. L'Agenda Social pretén actualitzar el «model social europeu» modernitzant els mercats laborals i els sistemes de protecció social, de manera que treballadors i empreses puguin beneficiar-se de les oportunitats propiciades per la competència internacional, els avenços tecnològics i els models de canvi de la població, sense deixar de protegir els sectors més vulnerables de la societat. A més a més, el concepte de flexiguretat contribueix a les iniciatives del FSE actuals. La flexiguretat es pot definir com una estratègia política per millorar, d'una banda, la flexibilitat dels mercats laborals, les organitzacions i les relacions laborals, i, d'altra banda, la seguretat en la col·locació i la retribució.

## Definició de l'estratègia
El FSE es gestiona mitjançant cicles de programació de set anys. L'estratègia i el pressupost del FSE es negocien i decideixen entre els  Estats membres de la UE, el Parlament Europeu i la Comissió Europea. L'estratègia defineix els objectius de finançament del FSE, que coincideixen totalment o parcialment amb altres fons estructurals. Els objectius per al cicle de finançament actual del FSE són: 
| « | L'objectiu de competitivitat regional i ocupació: per reforçar la competitivitat regional, l'ocupació i l'atractiu per a la inversió. L'objectiu de convergència: per estimular el creixement i l'ocupació a les regions menys desenvolupades. Aquest objectiu en rep més del 80% del finançament total del FSE. L'estratègia també estableix amplis «eixos de prioritat»: les accions que són necessàries per aconseguir els objectius i que poden optar al finançament. | » |

## Assignació dels fons
El nivell de finançament a càrrec del FSE varia d'una regió a una altra d'acord amb la seva riquesa relativa. Les regions de la UE es divideixen en quatre categories de zones que poden rebre finançament d'acord amb el seu PIB regional per capita en comparació amb la mitjana de la UE –UE dels 25 o dels 15– i dividit entre els dos objectius.
L'objectiu de convergència inclou:
- Les regions de convergència: amb un PIB per capita inferior al 75% de la mitjana de l'Europa dels Vint-i-cinc;
- Les regions en règim d'«exclusió gradual»: amb un PIB per capita superior al 75% de la mitjana de l'Europa dels Vint-i-cinc, encara que inferior al 75% de la mitjana de l'Europa dels Quinze.

L'objectiu de competitivitat regional i col·locació inclou:
- Les regions en règim d'«inclusió gradual»: amb un PIB per capita inferior al 75% de la mitjana de l'Europa dels Quinze –durant el període 2000-2006–, encara que superior al 75% de la mitjana de l'Europa dels Quinze –durant el període 2007-2013–;
- Les regions de competitivitat i col·locació: s'aplica a la resta de les regions europees.

A les regions de convergència, el FSE pot arribar a cofinançar fins al 85% del cost total dels projectes. A les regions de competitivitat i col·locació, el cofinançament acostuma a ser del 50%. Als Estats membres i regions més riques, el finançament del FSE complementa les iniciatives de col·locació nacionals existents, mentre que als Estats membres menys rics, el FSE pot constituir la principal font de finançament per a les iniciatives a l'àmbit de la col·locació. Al mapa apareixen les regions que poden rebre finançament del FSE a la ronda de programació actual (2007-2013).

## Implementació
Encara que l'estratègia es defineix escala europea, la posada en pràctica del FSE és responsabilitat dels Estats membres i regions de la UE. Tan bon punt s'ha acordat l'estratègia i l'assignació del [pressupost, s'adopta un enfocament comú de la programació. Els Estats membres i les seves regions, juntament amb la Comissió Europea, planifiquen Programes Operatius a set anys. Aquests Programes Operatius descriuen els àmbits d'activitat que rebran finançament, i que poden ésser geogràfics o temàtics.
Els Estats membres designen les autoritats de gestió del FSE nacionals que s'encarreguen de seleccionar els projectes, desemborsar els fons i avaluar el progrés i els resultats dels primers. També es nomenen autoritats de certificació i auditoria per supervisar i garantir que la despesa compleix la normativa del FSE.

## Projectes

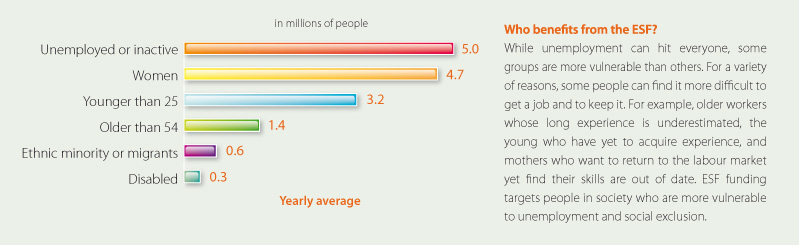
Representació gràfica dels beneficiaris del Fons Social Europeu

El FSE es posa en pràctica a través de projectes sol·licitats o realitzats per una gran diversitat d'organitzacions del sector públic i privat. Entre aquestes s'inclouen administracions nacionals, regionals i locals; institucions d'ensenyament i formació; organitzacions no governamentals (ONG) i voluntariat; agents socials, com ara sindicats i comitès d'empresa; associacions industrials i professionals; i també empreses individuals.
Els beneficiaris dels projectes del FSE poden ser molt diferents: treballadors individuals, grups de persones, sectors industrials, sindicats, administracions públiques o empreses. Un dels principals grups als quals es dirigeixen aquestes iniciatives són les persones que tenen més dificultats per trobar treball o conservar el seu lloc, com els desocupats de llarga durada i les dones. A mode indicatiu, es calcula que cada any més de 9 milions de persones pertanyents a aquests grups vulnerables reben ajut mitjançant la participació en els projectes del FSE (vegeu el gràfic).

## Fons Social Europeu 2007-2013
El cicle de programació del FSE actual es va iniciar el 2007 i conclourà el 2013 sota el lema «Invertint en les persones». Durant aquest període, s'estan invertint al voltant de 75 000 milions d'euros (quasi el 10% del pressupost de la UE) en projectes de millorres de l'ocupació. El finançament es divideix en sis àmbits de prioritat específics: 

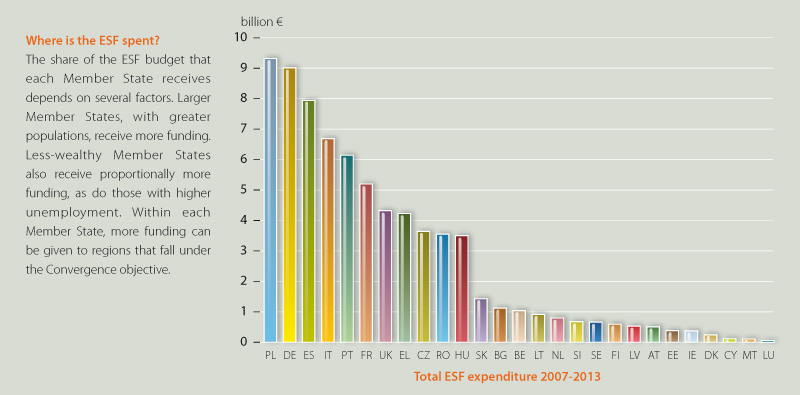
Al gràfic apareix l'assignació de la despesa del FSE per Estat membre per a 2007-2013.

- Millora del capital humà (34% del finançament total)
- Millora de l'accés a l'ocupació i el sosteniment sostenible (30%)
- Major capacitat d'adaptació dels treballadors, les empreses i els empresaris (18%)
- Millora de la inclusió social de les persones menys afavorides (14%)
- Reforç de la capacitat institucional a escala nacional, regional i local (3%)
- Mobilització per efectuar reformes en els àmbits de l'ocupació i la inclusió (1%)

La distribució real dels fons variarà d'acord amb cada regió per reflectir les seves prioritats específiques. Les sis prioritats es poden aplicar als objectius de convergència, i competitivitat regional i col·locació. Malgrat tot, les regions de convergència normalment faran insistència a la prioritat de «millora del capital humà».